# Цинь Фулинь
Цинь Фулинь (род. 12 января 1994 года) — китайский тяжелоатлет, призёр чемпионата мира 2018 года и чемпионата Азии 2019 года. Чемпион мира среди студентов 2012 года.

## Карьера
На чемпионате мира среди студентов 2016 года спортсмен из Китая завоевал золотую медаль в весовой категории до 62 кг, взяв вес 291 кг.
В начале ноября 2018 года на чемпионате мира в Ашхабаде, китайский спортсмен, в весовой категории до 61 кг, завоевал абсолютную бронзовую медаль, взяв общий вес 308 кг. В упражнении рывок он также был третьим, взяв штангу весом 139 кг, а в толчке — показал второй результат с весом на штанге 169 кг.
В сентябре 2019 года на чемпионате мира в Паттайе, китайский спортсмен, в весовой категории до 61 кг, завоевал малую бронзовую медаль в толкании штанги (171 кг).

## Спортивные результаты
| Год  | Соревнование   | Место проведения | Весовая категория | Рывок  | Толчок | Сумма двоеборья | Место |
| 2018 | Чемпионат мира | Ашхабад          | до 61 кг          | 139 кг | 169 кг | 308 кг          | 3     |
| 2019 | Чемпионат Азии | Нинбо            | до 61 кг          | 136 кг | 166 кг | 302 кг          | 2     |
| 2019 | Чемпионат мира | Паттайя          | до 61 кг          | —      | 171 кг | —               | —     |